# (127) Johanna
(127) Johanna est un astéroïde de la ceinture principale découvert par Prosper-Mathieu Henry le 5 novembre 1872.
L'objet a été nommé d'après Jeanne d'Arc, dont l'orthographe d'origine du prénom était Johanne.

## Compléments